# Patinaje de velocidad en los Juegos Olímpicos de Pekín 2022
Las competiciones de patinaje de velocidad en los Juegos Olímpicos de Pekín 2022 se realizaron en el Estadio Nacional de Patinaje de Velocidad de Pekín del 5 al 19 de febrero de 2022.
En total se disputaron en este deporte catorce pruebas diferentes, siete masculinas y siete femeninas.

## Calendario
- Hora local de Pekín (UTC+8).

| Fecha         | Hora  | Prueba     |
| ------------- | ----- | ---------- |
| 5 de febrero  | 16:30 | 3000 m F   |
| 6 de febrero  | 16:30 | 5000 m M   |
| 7 de febrero  | 16:30 | 1500 m F   |
| 8 de febrero  | 18:30 | 1500 m M   |
| 10 de febrero | 20:00 | 5000 m F   |
| 11 de febrero | 16:00 | 10 000 m M |
| 12 de febrero | 16:55 | 500 m M    |

| Fecha         | Hora  | Prueba                    |
| ------------- | ----- | ------------------------- |
| 13 de febrero | 21:55 | 500 m F                   |
| 15 de febrero | 14:30 | Persecución por equipos F |
| 15 de febrero | 14:55 | Persecución por equipos M |
| 17 de febrero | 16:30 | 1000 m F                  |
| 18 de febrero | 16:30 | 1000 m M                  |
| 19 de febrero | 15:00 | Salida en grupo M         |
| 19 de febrero | 15:45 | Salida en grupo F         |

## Medallistas

### Masculino
| Evento                                       | Oro                                                                              | Plata                                                                | Bronce                                                                               |
| -------------------------------------------- | -------------------------------------------------------------------------------- | -------------------------------------------------------------------- | ------------------------------------------------------------------------------------ |
| 500 m (12 de febrero)                        | Gao Tingyu · República Popular China · 34,32 s RO                                | Cha Min-Kyu · Corea del Sur · 34,39 s                                | Wataru Morishige · Japón · 34,49 s                                                   |
| 1000 m (18 de febrero)                       | Thomas Krol · Países Bajos · 1:07,92                                             | Laurent Dubreuil · Canadá · 1:08,32                                  | Håvard Lorentzen · Noruega · 1:08,48                                                 |
| 1500 m (8 de febrero)                        | Kjeld Nuis · Países Bajos · 1:43,21 RO                                           | Thomas Krol · Países Bajos · 1:43,55                                 | Kim Min-Seok · Corea del Sur · 1:44,24                                               |
| 5000 m (6 de febrero)                        | Nils van der Poel · Suecia · 6:08,840 RO                                         | Patrick Roest · Países Bajos · 6:09,310                              | Hallgeir Engebråten · Noruega · 6:09,880                                             |
| 10 000 m (11 de febrero)                     | Nils van der Poel · Suecia · 12:30,74 RM                                         | Patrick Roest · Países Bajos · 12:44,59                              | Davide Ghiotto · Italia · 12:45,98                                                   |
| Persecución por equipos (13 y 15 de febrero) | Noruega · Hallgeir Engebråten · Peder Kongshaug · Sverre Lunde Pedersen · 3:38,7 | ROC · Daniil Aldoshkin · Serguei Trofimov · Ruslan Zajarov · 3:40,43 | Estados Unidos · Casey Dawson · Emery Lehman · Joey Mantia · Ethan Cepuran · 3:38,81 |
| Salida en grupo (19 de febrero)              | Bart Swings · Bélgica · 60 pts.                                                  | Chung Jae-Won · Corea del Sur · 40 pts.                              | Lee Seung-Hoon · Corea del Sur · 20 pts.                                             |

### Femenino
| Evento                                       | Oro                                                                         | Plata                                                    | Bronce                                                                                         |
| -------------------------------------------- | --------------------------------------------------------------------------- | -------------------------------------------------------- | ---------------------------------------------------------------------------------------------- |
| 500 m (13 de febrero)                        | Erin Jackson · Estados Unidos · 37,04 s                                     | Miho Takagi · Japón · 37,12 s                            | Anguelina Golikova · ROC · 37,21 s                                                             |
| 1000 m (17 de febrero)                       | Miho Takagi · Japón · 1:13,190 RO                                           | Jutta Leerdam · Países Bajos · 1:13,830                  | Brittany Bowe · Estados Unidos · 1:14,610                                                      |
| 1500 m (7 de febrero)                        | Ireen Wüst · Países Bajos · 1:53,28 RO                                      | Miho Takagi · Japón · 1:53,72                            | Antoinette de Jong · Países Bajos · 1:54,82                                                    |
| 3000 m (5 de febrero)                        | Irene Schouten · Países Bajos · 3:56,930 RO                                 | Francesca Lollobrigida · Italia · 3:58,060               | Isabelle Weidemann · Canadá · 4:58,640                                                         |
| 5000 m (10 de febrero)                       | Irene Schouten · Países Bajos · 6:43,51 RO                                  | Isabelle Weidemann · Canadá · 6:48,18                    | Martina Sáblíková · República Checa · 6:50,09                                                  |
| Persecución por equipos (12 y 15 de febrero) | Canadá · Ivanie Blondin · Valérie Maltais · Isabelle Weidemann · 2:53,44 RO | Japón · Ayano Sato · Miho Takagi · Nana Takagi · 3:04,47 | Países Bajos · Marijke Groenewoud · Irene Schouten · Ireen Wüst · Antoinette de Jong · 2:56,86 |
| Salida en grupo (19 de febrero)              | Irene Schouten · Países Bajos · 60 pts.                                     | Ivanie Blondin · Canadá · 40 pts.                        | Francesca Lollobrigida · Italia · 20 pts.                                                      |

## Medallero
| Núm. | País                    | Oro | Plata | Bronce | Total |
| ---- | ----------------------- | --- | ----- | ------ | ----- |
| 1    | Países Bajos            | 6   | 4     | 2      | 12    |
| 2    | Suecia                  | 2   | 0     | 0      | 2     |
| 3    | Canadá                  | 1   | 3     | 1      | 5     |
| 3    | Japón                   | 1   | 3     | 1      | 5     |
| 5    | Estados Unidos          | 1   | 0     | 2      | 3     |
| 5    | Noruega                 | 1   | 0     | 2      | 3     |
| 7    | Bélgica                 | 1   | 0     | 0      | 1     |
| 7    | República Popular China | 1   | 0     | 0      | 1     |
| 9    | Corea del Sur           | 0   | 2     | 2      | 4     |
| 10   | Italia                  | 0   | 1     | 2      | 3     |
| 11   | ROC                     | 0   | 1     | 1      | 2     |
| 12   | República Checa         | 0   | 0     | 1      | 1     |
|      | TOTAL                   | 14  | 14    | 14     | 42    |